# Монте, Пьер (египтолог)
Жан Пьер Мари Монте (фр. Jean Pierre Marie Montet; 27 июня 1885 — 19 июня 1966) — французский египтолог.

## Биография
Монте родился в Вильфранш-сюр-Соне, Рона, и начал учебу под руководством Виктора Лоре в Лионском университете.
В период между 1921 и 1924 годами в Библосе (современный Джбайл, Ливан) он раскопал могилы правителей со времен Среднего царства. Между 1929 и 1939 годами он раскопал гробницу в Танисе, Египет, обнаружив королевский некрополь Двадцать первой и Двадцать второй династий — находки там почти сравнялись с гробницей Тутанхамона в Долине Царей.
В период раскопок в Египте в 1939—1940 годах он обнаружил совершенно неповрежденные гробницы трех египетских фараонов в Танисе: Псусеннеса I, Аменемопета и Шешонка II вместе с частично разграбленной могилой Такелота I в Нижнем Египте в Танисе. Последняя гробница содержала золотой браслет Осокорна I, отца Такелота, а также скарабея. Он также нашел полностью разграбленную гробницу Осокорна II, а также частично разграбленную могилу сына этого царя, принца Хорнахта. Начало Второй мировой войны в Западной Европе в мае 1940 года остановили все работы по раскопкам в Танисе. Однако после войны Монте возобновил свою деятельность и приступил к раскрытию нетронутой гробницы генерала Вендзебоендхеда (буквально главнокомандующего армией), который служил у Псусеннеса I, в 1946 году, обнаружив при этом уникальные золотые и серебряные чаши, впоследствии помещенные в Каирский музей.
Во время своей академической карьеры он служил профессором египтологии в Страсбургском университете с 1919 по 1948 год, а затем в Коллеж де Франс, в Париже в период с 1948 по 1956 год. Он умер в Париже 19 июня 1966 года.

## Наследие
Монте считал, что его раскопки у Таниса раскрыли Пер-Рамсес. После его смерти австрийский египтолог Манфред Битак обнаружил, что, хотя Монте нашёл каменную кладку Пер-Рамсеса в Танисе, истинное месторасположение древнего города лежало примерно в 30 км к югу. Однако Монте может быть причислен к открытию «пересаженного» города Пер-Рамсеса.